# 幕僚领袖
幕僚领袖（德語：Stabsführer）是纳粹党的四個組織希特拉青年團、国家社会主义飞行军团、國家社會主義汽車軍團、冲锋队設立的職位，是這四個組織領導人的副手。